# Scydosella musawasensis
Scydosella musawasensis — вид жуків родини перокрилок (Ptiliidae). Найменший вид жуків та найменша непаразитична комаха у світі.

## Відкриття та опис
Вперше жука виявили в Нікарагуа і новий вид описав у 1999 році Веслі Юджин Голл з Державного музею Університету Небраски. Початкове відкриття складалося з дуже малої кількості зразків, і точні вимірювання не були остаточними. Через крихітні розміри їх важко було досліджувати під мікроскопом після консервації. Загальноприйнятим розміром вважалося довжина 0,300 мм. У 2015 році було зібрано 85 екземплярів у національному парку Чикак в Колумбії. Їх виявили на шарі гриба, яким вони харчуються. За цими зразками можна було зробити точні вимірювання, і було виявлено, що найменша особина має довжину всього 0,325 мм. Найбільша особина має довжину 0,352 мм, а середня довжина всіх екземплярів 0,338 мм. Тіло подовжено-овальної форми, жовтувато-коричневого кольору, вусики розділені на 10 сегментів.